# Isole del Mais
Le Isole del Mais (Las Islas del Maíz in spagnolo) costituiscono un comune del Nicaragua, facente parte della Regione Autonoma della costa caraibica meridionale, formato da due isole: la Grande Isola del Mais e la Piccola Isola del Mais.

## Media
Le isole sono state il luogo della 7ª edizione del reality show italiano L'isola dei famosi.